# عصب تهیگاهی‌کشاله‌ای
عصب تهیگاهی‌کشاله‌ای (انگلیسی: Ilioinguinal nerve) شاخه‌ای از عصب کمری اول (L1) است. عصب تهیگاهی‌کشاله‌ای به همراه عصب بزرگ‌تر تهیگاهی‌زیرشکمی (ایلیوهایپوگاستریک) از عصب کمری اول جدا می‌گردد. 